# Can Morgades del Grau
Can Morgades del Grau és una masia de Castellví de la Marca (Alt Penedès) inclosa a l'Inventari del Patrimoni Arquitectònic de Catalunya.

## Descripció
Can Morgades del Grau és una gran masia situada a prop del nucli de les Conilleres. És un conjunt de diverses construccions d'èpoques i estils diferents. La masia original, actualment casa dels masovers, conserva encara una finestra geminada de columna cilíndrica. La casa senyorial és de planta baixa, pis i golfes, amb galeria d'arcs rebaixats i torratxa. Té uns interiors de gran interès. Hi ha també un celler d'estil modernista, amb una nau a dues vessants amb arc rebaixat, finestres esglaonades, coronament de façana esglaonat i un rellotge de sol. És interessant la utilització del maó vist.

## Història
La masia original probablement data del segle xi. L'actual casa senyorial va ser construïda el 1690, i posteriorment s'hi han realitzat diverses reformes. El celler és una construcció del segle xx.